# Aruncus
Aruncus és un gènere de plantes herbàcies de la família de les rosàcies. El nombre d'espècies varia segons els especialistes. L'única espècie autòctona dels Països Catalans és Aruncus dioicus. Els seus usos són com a plantes ornamentals i medicinals (tradicional contra la picadura d'abelles diarrea, gonorrea, febres, etc.).

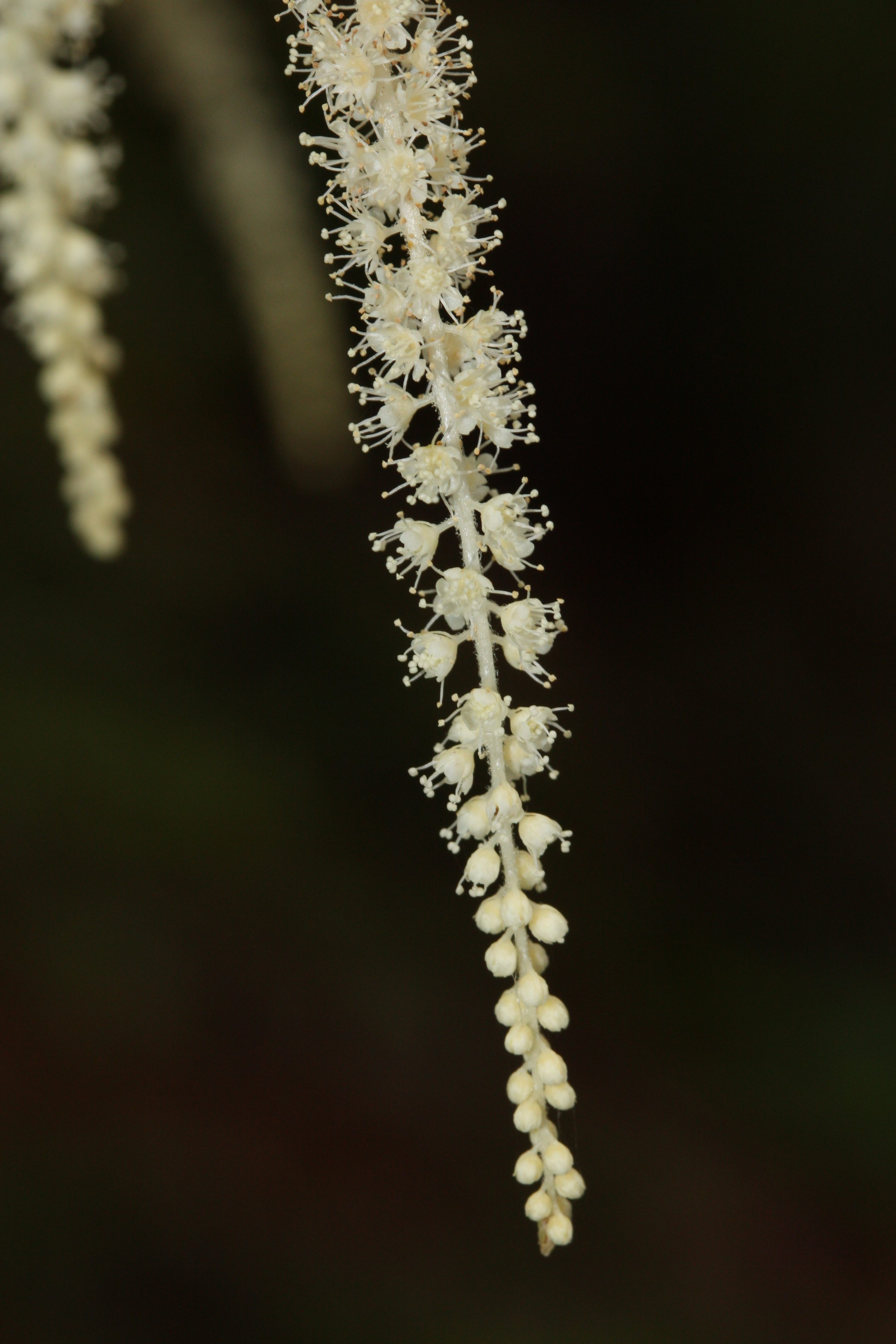
Aruncus dioicus, flors

## Taxonomia
- Aruncus dioicus és la planta tipus, en català es diu simplement aruncus (Europa centro-oriental)
- Aruncus parvulus.
- Aruncus gombalanus (Yunnan i Tibet).
- Aruncus sylvester (Àsia) considerat també com les formes asiàtiques d'Aruncus dioicus.

Abans aquest gènere es considerava part del gènere Spiraea.